# Hoya collina
Hoya collina är en oleanderväxtart som beskrevs av Rudolf Schlechter. Hoya collina ingår i släktet Hoya och familjen oleanderväxter. Inga underarter finns listade i Catalogue of Life.